# Вилински коњици
Вилински коњици или вилини коњици (лат. Odonata) су ред филогенетски старих крилатих инсеката. Заједно са редом водених цветова (Ephemeroptera) и неколико изумрлих редова убрајају се у парафилетску групу Paleoptera.
Попут већине летећих инсеката (Diptera, Coleoptera, Lepidoptera и Hymenoptera), еволуирали су у раном делу мезозојске ере. Њихови прототипови, џиновске карбонске змајице, које су се појавиле пре око 325 милиона година, више се не укључују у Odonata. Сада се зову Protodonata или Meganisoptera.
Лако је разликовати два подреда:
- Прави вилини коњици: Anisoptera (обично веће, очи заједно и, у мировању, крила су горе или у поље)
- Водене девице: Zygoptera (обично мање, у мировању размакнутих очију и крила уз тијело)

Све Odonata имају водене ларве зване „нимфе”, а све оне, и ларве и одрасли, су месождери. Одрасли могу летети, али ретко ходају. Ноге су им специјализоване за хватање плена. Готово су у целости инсективори.

## Етимологија и терминологија
Јохан Христијан Фабрици сковао је термин Odonata од старогрчких речи ὀδών - odṓn, ὀδούς - odoús = зуб, очигледно зато што имају зубе у вилицама, иако већина инсеката такође има такве чељусти. Реч „змајице” који се такође понекад користи енглеским језичком подручју, за означавање свих Odonata, али одонате је исправнији назив за групу као целину. Љубитељи Odonata избегавају нејасноће помоћу израза „праве змајице” или једноставно  кад се мисли само на Anisoptera. Предложен је и термин „ратници”. У овом реду описано је нешто око 5.900 врста.

## Морфологија
Вилински коњици имају велике, округле главе скоро потпуно прекривене добро развијеним фацетованим очима, ноге које су прилагођене хватању плена у лету, два пара провидних дугачких крила и издужени абдомен.

### Величина
Највећи део данашњих одоната је централноамеричка дивовска Megaloprepus coerulatus (Zygoptera: Pseudostigmatidae) с распоном крила од 191 . Најтежи живи одонати су Tetracanthagyna plagiata  (Anisoptera: Aeshnidae) са распоном крила од 165  и  с дужином тела 117  (по некима, 125 ) и распон крила 160 . Најдужа постојећа одоната је неотропска хеликоптерска Mecistogaster linearis (Zygoptera: Pseudostigmatidae) с дужином тела 135 . Понекад се за џиновску хавајску Anax strenuus (Anisoptera: Aeshnidae) тврди да је највећи живући офонат с наводним распоном крила, од 190 , мада се сматра да је то мит, јер су само распони крила од 152  научно документовани. Одоната и њихови преци потичу из једне од најстаријих група крилатих инсеката.
Фосили одоната и њихових сродника, укључујући палеозојске „џиновске змајеве” попут Meganeuropsis permiana из перма Северне Америке, досегли су распон крила до 71  и дужину тела од 43 , што их чини највећим истектом свих времена. Овај инсекат припада реду Meganisoptera, Protodonata, повезаних за одонатама, али не и делом модерног реда Odonata у ограниченом смислу. Они имају један од најкомплетнијих фосилних записа који сеже 319 милиона година уназад. Најмањи живи вилин коњиц је Nannophya pygmaea (Anisoptera: Libellulidae) из источне Азије, дужине 15  и распона крила од 20 . Најмање дамске (а уједно и најмање одонате) су врсте рода Agriocnemis '(Zygoptera: Coenagrionidae) са распоном крила од само 17–18 .

### Опис
Ови инсекти имају карактеристично велике заобљене главе, са већином добро развијеним, сложеним очима, ноге које олакшавају хватање плена (других инсеката) у лету, два пара дугих, прозирних крила која се покрећу самостално и издужених трбуха. Имају три оцеле и кратке антене. Усне шупљине налазе се на доњој страни главе и укључују једноставно жвакање, помоћу мандибуле, код одраслих.
Лет код Одоната је тзв директни лет, с летним мишићима који су причвршћени директно за крила; а не индиректно, с мишићима који се причвршћују на грудни кош, као код -Neoptera}-. То омогућава активну контролу амплитуде, фреквенције, угла напада, прегиба и увијања сваког од четири крила у потпуности.
У већини породица постоји структура на предњем рубу близу врха крила која се зове птеростигма. Она је задебљала, испуњена хемолимфом и често живописно подручје омеђено венама. Функције птеростигме нису у потпуности познате, али највероватније има аеродинамичне ефекте а може имати и визуелну функцију. Већа маса на крају крила може такође смањити енергију потребну за помицање крила горе и доле. Права комбинација крутости крила и масе крила могла би смањити потрошњу енергије при летењу. Птеростигма се налази и међу другим инсектима, попут пчела.
Нимфе имају збијенија И краћа тела од одраслих. Поред недостатка крила, И очи су им мање, антене су дуже, а глава мање покретна него у одраслих. Њихови делови уста су модификовани, тако да је лабијум прилагођен јединственом хватајућем органу за прибављање плена. Дамске нимфе дишу на спољне шкрге на абдомену, док нимфе змајевки респиришу кроз орган у ректуму.

## Екологија и животни циклус
Одонати су водени или полуводни као ларве. Стога се имага најчешће виде у близини водених површина и често се описују као водени инсекти. Међутим, многе врсте сежу далеко од воде. Они су месождери (или тачније Инсективори) читав живот, углавном се хране ситним инсектима.
Мужјаци Одоната имају сложене гениталије, другачије од оних нађених код других инсеката. Укључују хватачке церке за држање женке и секундарни скуп копулацијских органа на трбуху, у којем се задржава сперма након што их произведе примарна гениталија. Како би се парио, мужјак хвата женку за грудни кош или главу и савија трбух тако да јој се гениталије могу хватати за копулацијске органе који држе сперму. Мушки Одонати имају копулацијски орган на вентралној страни трбушног сегмента 2 у којем чувају сперму. Паре се држећи женкину главу (Anisoptera) или грудни кош (Zygoptera) копчама смештеним на врху мушког трбуха; женка савија трбух према напред како би додирнула мушки орган и примила сперму. То се назива положајем „колута” или точка.
Јаја се полажу у воду или на вегетацију у близини воде или влажних места. Излегу се у пронимфе који живе од хранљивих састојака у јајету. Затим се развијају у инстар, с отприлике 9–14 пресвлачења. Већина врста су грабљивице других водених организама, укључујући И мале рибе. нимфе расту и израстају о одрасле, обично у сумрак или зору, у летеће меке, незреле одрасле јединке, чија боја још није развијена. Ови инсекти се касније трансформишу у репродуктивно способне одрасле.
Одонати могу бити добри биоиндикатори квалитета воде у Рекама, јер за правилан развој требају квалитетну воду у раном животу. Будући да се њихова прехрана у потпуности састоји од инсеката, густина одоната је директно пропорционална популацији плена, а њихова бројност указује на обиље плена у испитиваном екосистему. Богатство врстама васкуларних биљака је такође позитивно повезано са богатством врста одоната у одређеном станишту. То значи да на месту као што је језеро, ако се нађе широка разноликост одонаната, тада би требала бити присутна и слична разноликост биљака. Ова корелација није уобичајена за све биоиндикаторе, јер неки могу деловати као показатељи за различите факторе окружења, попут бабарске жабе која је биоиндикатор квалитете воде због велике дужине времена проведеног у води и око ње.

## Станиште
Вилински коњици су током ларвеног стадијума водени или полуводени организми, најчешће воде предаторски начин живота на дну (у бентосу). И као одрасле јединке углавном се налазе близу водених површина, мада неке врсте шире своју област активности и на сушне пределе. Одрасле јединке вилинских коњица су веома успешни предатори.

## Класификација и филогенија реда
Традиционално, ред се дели на три подреда:
- (прави вилински коњици),
- и
- (водене девице).

На основу анализа молекуларне систематике дошло се до новијих мишљења о филогенији и класификацији овог реда. Ред се дели на два подреда - Epiprocta (укључује и Anisoptera и Anisozygoptera) и Zygoptera. У оквиру првог подреда, данас не постоји инфраред Anisozygoptera јер је показано да је то парафилетска клада.